# Kato Yoshiyuki
Yoshiyuki Kato (sinh ngày 27 tháng 7 năm 1964) là một cầu thủ bóng đá người Nhật Bản.

## Sự nghiệp câu lạc bộ
Yoshiyuki Kato đã từng chơi cho Verdy Kawasaki và Fukuoka Blux.

## Thống kê câu lạc bộ

### J.League
| Đội            | Năm       | J.League | J.League | J.League Cup | J.League Cup | Tổng cộng | Tổng cộng |
| Đội            | Năm       | Trận     | Bàn      | Trận         | Bàn          | Trận      | Bàn       |
| -------------- | --------- | -------- | -------- | ------------ | ------------ | --------- | --------- |
| Verdy Kawasaki | 1992      | -        | -        | 0            | 0            | 0         | 0         |
| Verdy Kawasaki | 1993      | 7        | 1        | 7            | 1            | 14        | 2         |
| Verdy Kawasaki | 1994      | 6        | 0        | 0            | 0            | 6         | 0         |
| Tổng cộng      | Tổng cộng | 13       | 1        | 7            | 1            | 20        | 2         |